# انتخابات الرئاسة الكازاخية 1991
انتخابات الرئاسة الكازاخية 1991 هي الانتخابات الرئاسية التي جرت في 1 ديسمبر 1991، في كازاخستان، لانتخاب رئيس كازاخستان، فاز بالانتخابات نور سلطان نزارباييف.